# Yacuiba

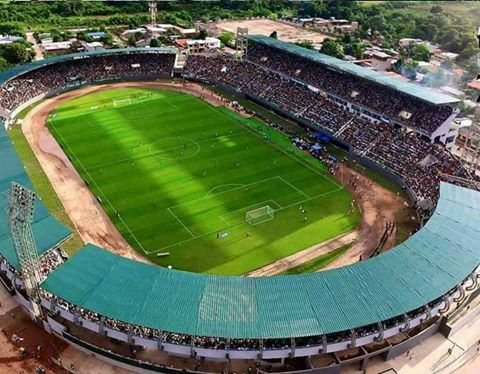
Estadio Ovidio Messa Soruco de la ciudad de Yacuiba es el octavo estadio de fútubol más grande de Bolivia con una capacidad para albergar a 25 000 espectadores.

Yacuiba es una ciudad y municipio de Bolivia, ubicada en la región del Chaco, en la frontera sur del país. Es la capital de la Región Autónoma del Gran Chaco, en el departamento de Tarija, y la ciudad más grande y poblada del Chaco Central. 
El municipio de Yacuiba contaba con una población de 97 577 habitantes según el Censo INE 2024 lo que lo convierte en el segundo municipio más poblado e importante del departamento de Tarija, después de su ciudad capital.
Geográficamente, Yacuiba se encuentra ubicado a orillas de la extremidad sur de la Serranía del Aguaragüe y la Llanura Chaqueña, a una altura que oscila entre los seiscientos veinte y seiscientos ochenta metros sobre el nivel del mar.
Económicamente, al ser una ciudad fronteriza, Yacuiba se convirtió en una gran zona de importantes centros de comercios. Al otro lado de la frontera se encuentra la localidad de Salvador Mazza, Argentina, con la que forma conurbación.

## Toponimia
En 1913, la Dirección General de Estadísticas y Estudios Geográficos de Bolivia (actual INE), aprobó en su Sección de Estudios Geográficos División Política - Administrativa de la República de Bolivia, en base al estudio del naturalista J. Benjamín Burela, que indica la correcta traducción de Yacuiba proveniente del Chané, observando la incorrecta etimología del Padre B. Nino del mismo año de 1913, de acuerdo con Burela, Yacuiba significa: "fruto de paba" de yacu es paba, e iba es fruta. Además, afirma: "no es aguada de pavas. Esta etimología, parece menos forzada que la de Yacuigua" (Bolivia, 1913, p.302)

## Historia

### Época colonial
Durante la colonia, Yacuiba estuvo habitada por indígenas guaraníes de la tribu chané.
El año 1733, el sacerdote franciscano Alejandro Corrado señalaba la existencia de los caseríos guaraníes de Itaqua, Yaguacua, Aguairenda, Busuy, Sanandita y Yacuiba.Aquí existe una contradicción, está mal citado el Padre Corrado Alejandro, nació en Roma, en 1830 y falleció en Tarija en 1890. Llegó a Tarija en 1852; si bien escribió algunas obras relacionadas con el tema de la historia de la presencia franciscana en el Chaco, en ninguna señala la existencia de un caserío indígena en Yacuiba. 

### Época republicana

#### SigloXIX
Durante muchos años, por imposición del Gobierno autónomo municipal de Yauciba, se pretende reconocer la siguiente afirmación falsa: "El año 1841, el actual territorio de Yacuiba, se transformó en hacienda siendo su primer dueño el colono Timoteo Ruiz". Pero ésta afirmación es falsa, porque Timoteo Ruiz nació en 1858, falleció a los 22 años en 1880, de acuerdo con el registro parroquial del libro de defunciones de la parroquia de Nuestra Señora del Carmen, registro 987 de fallecimiento. 

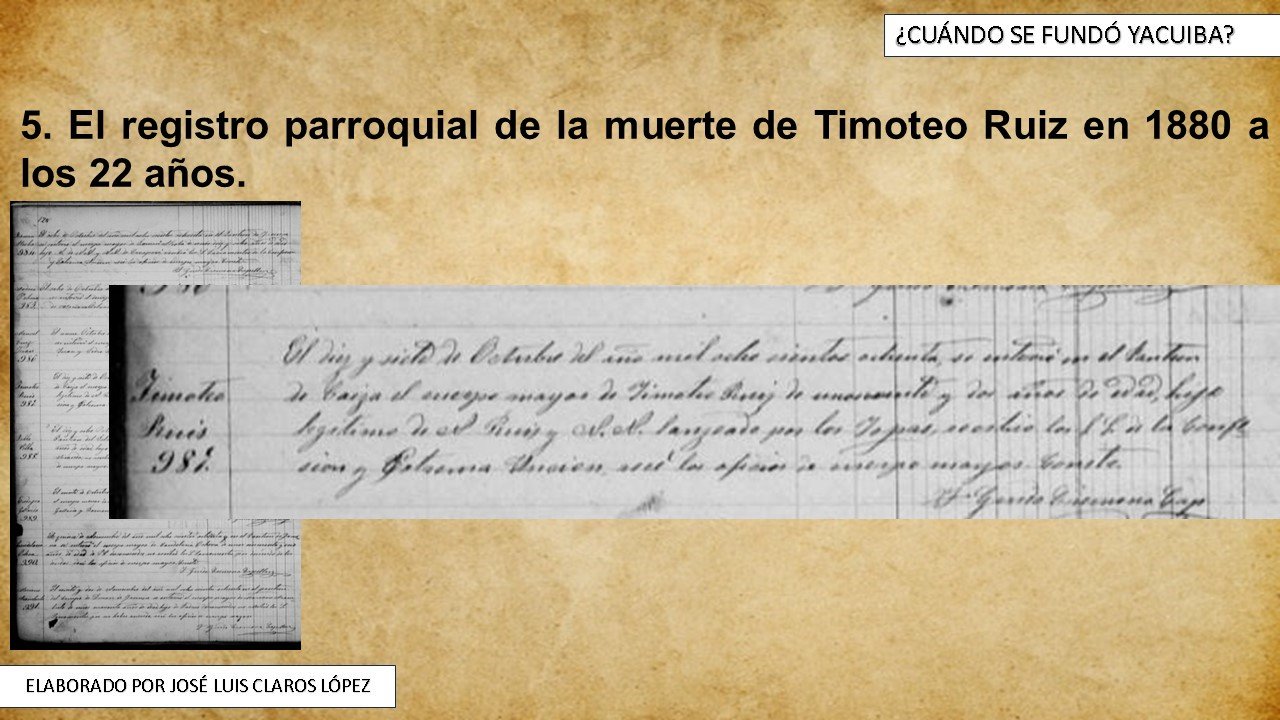
Timoteo Ruiz, falleció en 1880 a los 22 años, nació en 1858 es enterrado en Caiza.

Cabe mencionar que en el primer Mapa Oficial de Bolivia que mandó a realizar el presidente José María Linares en 1859, figura en dicho mapa un lugar denominado "Yacundo" en el lugar donde hoy está actualmente establecido la ciudad de Yacuiba. 
Según los registros de la época, para el año 1872, Yacuiba era solamente un pequeño poblado habitado por unos cuantos mestizos y algunos indígenas. Yacuiba en ese entonces era un parada de descanso obligatorio para lo viajeros que recorrían la ruta Salta-Santa Cruz de la Sierra.
El año 1874, volvió ocurrir otro terremoto de pequeña magnitud en la población de Yacuiba según el sacerdote Alejandro Corrado.
El 12 de agosto de 1876, el presidente Hilarión Daza Groselle crea mediante decreto supremo la provincia Gran Chaco con su capital en la localidad de "Caiza". Yacuiba solo era un cantón más de la provincia junto a los cantones Caraparí, Itaú y Tartagal (actualmente territorio argentino).
El 19 de octubre de 1880, el presidente Narciso Campero Leyes dispone que la capital de la provincia Gran Chaco sea trasladada a Yacuiba.

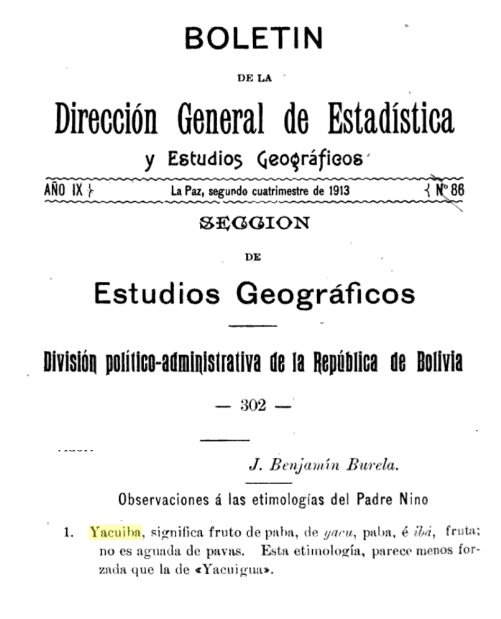
(Bolivia, 1913, p.302) Bolivia, Oficina Nacional de Estadísticas (1913) Boletín de la Dirección General de Estadísticas y Estudios Geográficos. Segundo Cuatrimestre de 1913. Año IX. N.º 86. Tip. Comercial de Ismael Argote, Editor. La Paz, Bolivia.

#### Reclamo argentino de Yacuiba
Por el Tratado Quirno Costa-Vaca Guzmán del 10 de mayo de 1889, puesto en vigencia el 10 de marzo de 1893, Argentina y Bolivia fijaron como línea fronteriza el paralelo 22° S. Pero durante la demarcación de la frontera, se descubrió que el pueblo de Yacuiba se hallaba al sur del paralelo 22° S y no al norte, como lo situaban los mapas, por lo que el gobierno de Bolivia realizó una petición a su par argentino para que se rectifique la traza limítrofe en dicho punto, con el objeto de dejar a esa localidad bajo soberanía boliviana, a lo que el gobierno argentino accedió, sin exigir, a cambio de esa cesión soberana, contraprestación territorial alguna. Pero Yacuiba seguiría siendo reclamada por la provincia argentina de Salta hasta 1925, en que se firma el Tratado Carrillo-Diez de Medina, dando el límite definitivo entre Argentina y Bolivia. Por Yacuiba recibió Salta la localidad de Santa Victoria Oeste.

#### Terremoto de 1899
El 23 de marzo de 1899, la ciudad fue sacudida por un fuerte terremoto que causó 3 muertos, varios heridos, y graves repercusiones psicológicas, debido al absoluto desconocimiento de la ocurrencia de este tipo de catástrofe natural.

### SigloXX

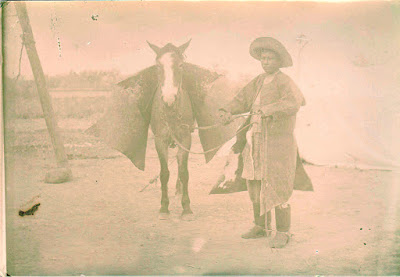
Un habitante criollo del Chaco, el 10 de julio de 1903 a las afueras del pueblo de Yacuiba.

Mediante un tratado firmado por representantes de ambos países en el año 1925 se modificó el trazo de la línea de frontera previamente acordada, a fin de que este pueblo y su zona adyacente quedasen dentro de territorio boliviano. Se estableció para ello una suerte de «cuña» de 4,5 km de base (apoyada sobre el paralelo 22° S) con lados que se internan hacia el sur sobre el cauce de dos cursos fluviales, lo que se terminan uniendo a una distancia —en línea recta— de 5990 metros al sur del paralelo 22° S, y que en su interior contiene a la localidad boliviana, y a ambos lados —del otro lado de los arroyos— a la localidad argentina, formada posteriormente, como resultado del comercio de frontera.
Durante la década de 1990 creció demográficamente y económicamente debido al comercio existente en la frontera.
Hoy es la ciudad más grande del Chaco boliviano, contando el municipio con 92 245 habitantes (INE 2012). Además, es un importante punto fronterizo entre Bolivia y Argentina. Por último, está conurbada con San José de Pocitos y con Profesor Salvador Mazza (Argentina), separándose de esta última solo por límites políticos.

### 

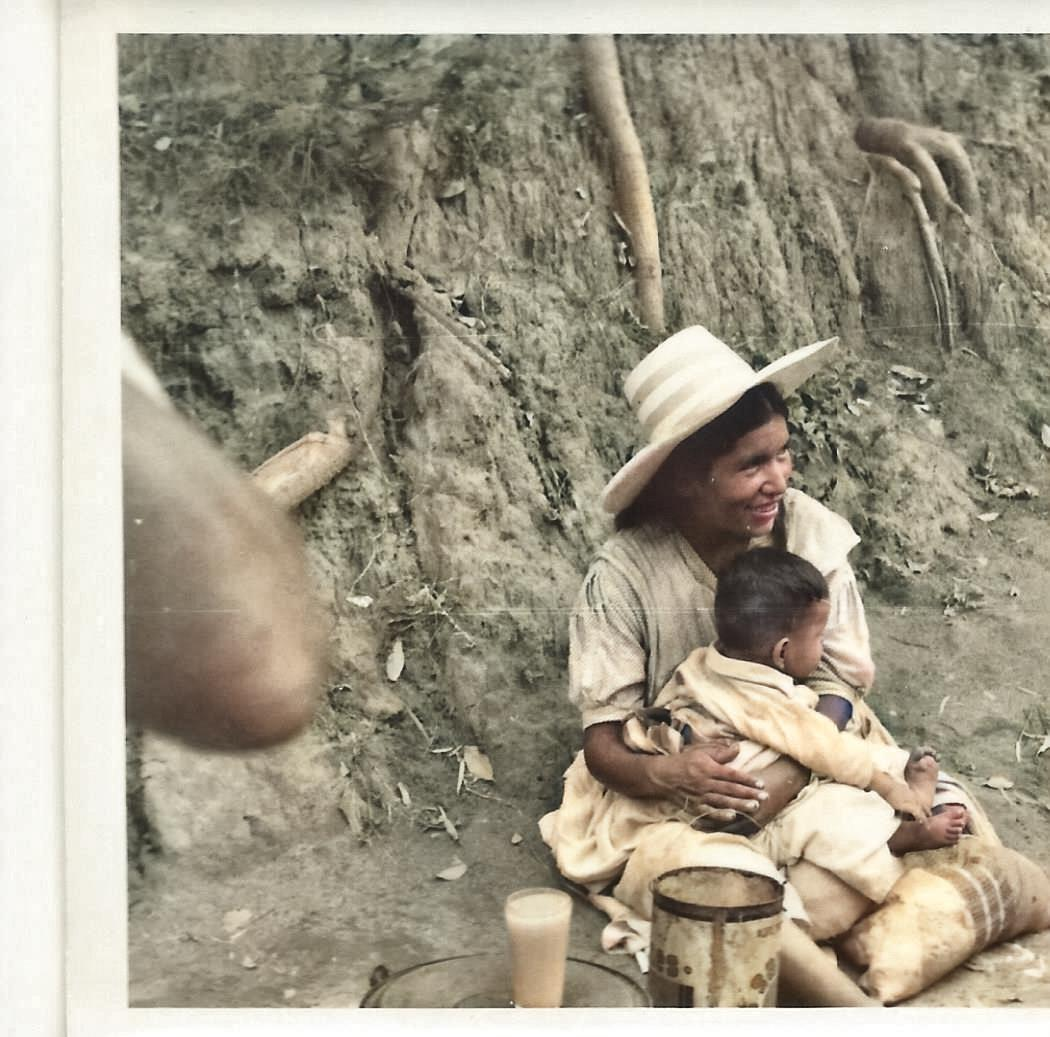
Yacuiba, en 1965, una señora con su hijo en brazos, vendiendo refrescos cerca de la quebrada que marcaba la frontera entre Bolivia y Argentina. Antes de la construcción del Puente Internacional que une Salvador Mazza (Argentina) con Yacuiba (Bolivia); se debía cruzar a pie la quebrada de Pocitos para pasar de un lado a otro de la frontera.

## Organización administrativa
El municipio de Yacuiba está conformado por 3 cantones distritales, y el cantón de Yacuiba está compuesto por 8 distritos. Los distritos 1, 2, 3, y 4 son considerados urbanos y los distritos 5, 6, 7 y 8 son considerados rurales.

### Cantones distritales
Cada cantón contiene una capital del mismo homónimo
- Cantón de Yacuiba
- Cantón de Caiza
- Cantón de Aguayrenda

### Distritos urbanos
Cada distrito urbano está conformado por barrios, entre ellos tenemos a los siguientes:
- Distrito 1 de Yacuiba : Conformado por 6 barrios

1. Barrio Primavera
2. Barrio 27 de mayo
3. Barrio Defensores
4. Barrio Pueblo Nuevo
5. Barrio San José
6. Barrio Soberanía

- Distrito 2 de Yacuiba : Conformado por 9 barrios

1. Barrio La Cruz
2. Barrio Municipal
3. Barrio Fray Quebracho
4. Barrio Las Delicias
5. Barrio San José Obrero
6. Barrio Juan XXII
7. Barrio La Playa
8. Barrio Aserradero
9. Barrio El Jardín

- Distrito 3 de Yacuiba: Conformado por 10 barrios

1. Barrio El Carmen
2. Barrio Centro Norte
3. Barrio Lourdes
4. Barrio Luz y Fuerza
5. Barrio San Pedro
6. Barrio San Francisco
7. Barrio Americano
8. Barrio Los Lapachos
9. Barrio Centro Sur
10. Barrio Ferroviario

- Distrito 4 de Yacuiba : Conformado por 12 barrios

1. Barrio El Prado
2. Barrio Santa Candelaria
3. Barrio El Porvenir
4. Barrio Los Paraísos
5. Barrio El Pacará
6. Barrio Héroes del Chaco
7. Barrio San Gerónimo
8. Barrio Monte Redondo
9. Barrio Virgen de Guadalupe
10. Barrio Petrolero
11. Barrio Gremial
12. Barrio Atlético Norte

### Distritos Rurales
Cada distrito rural está conformado por comunidades, entre ellos tenemos a los siguientes:
Distrito 5 : Conformado por 3 comunidades
1. Comunidad D'Orbigni
2. Comunidad Retiro
3. Comunidad Crevaux
4. Comunidad Tres moras
5. Comunidad Antezana
6. Comunidad Paralelo 22
7. Comunidad La Frontera
8. Comunidad La Victoria
9. Comunidad La Purísima
10. Comunidad Pelicano
11. Comunidad Canto del Monte

Distrito 6 : Conformado por 13 comunidades
1. Comunidad Kinchau
2. Comunidad Yatebute
3. Comunidad Timboy Tiguazu
4. Comunidad Los Sotos
5. Comunidad Sachapera
6. Comunidad Sunchal
7. Comunidad Tierras Nuevas
8. Comunidad Yaguacua
9. Comunidad Sanandita
10. Comunidad La Tricolor
11. Comunidad Palmar Estación
12. Comunidad Palmar Grande
13. Comunidad Villa Primavera

Distrito 7 : Conformado por 9 comunidades
1. Comunidad Sn.Fco. del Inti
2. Comunidad Tatarenda
3. Comunidad Busuy
4. Comunidad Villa Ingavi
5. Comunidad Caiza Estación
6. Comunidad El Barrial
7. Comunidad Yuquirenda
8. Comunidad Villa El Carmén
9. Comunidad El Bagual

Distrito 8 : Conformado por 15 comunidades
1. Comunidad San Isidro
2. Comunidad Cañón Oculto
3. Comunidad Limitas
4. Comunidad Campo Grande
5. Comunidad La Grampa
6. Comunidad Bella Vista
7. Barrio el Periodista
8. Barrio Las Praderas
9. Comunidad Peña Colorada
10. Comunidad Campo Pajoso
11. Comunidad La Purísima
12. Comunidad La Tradición
13. Comunidad Virgen de Guadalupe
14. Comunidad Itavicua
15. Comunidad Ojo del Agua

## Obras
- Obelisco de Yacuiba, construido durante la gestión del alcalde Carlos Brú, ubicado en la Plaza Los Libertadores del Barrio San Francisco, como un homenaje a las glorias militares de Bolivia y a los hombres que combatieron en la Guerra del Chaco.

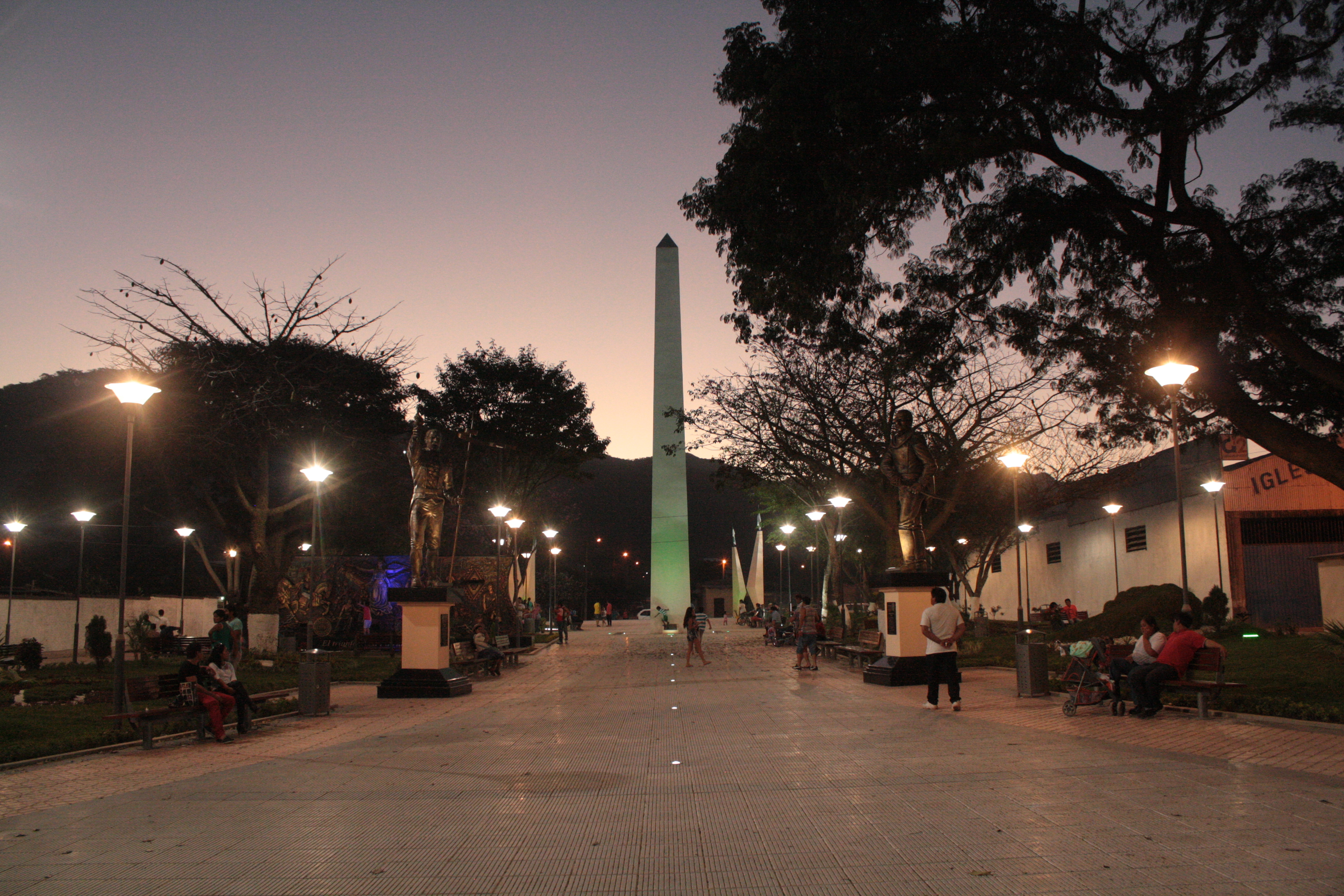
Obelisco de la Plaza Los Libertadores en la zona Barrio San Francisco.

## Demografía
De acuerdo con el censo boliviano de 2024, la población del municipio de Yacuiba es de 97 577 habitantes.
La población del municipio de Yacuiba aumentó más del doble entre 1992 y 2024:
| Año  | Habitantes (municipio) | Habitantes (ciudad) | Fuente                  |
| ---- | ---------------------- | ------------------- | ----------------------- |
| 1900 | 2 449                  | -                   | Censo boliviano de 1900 |
| 1950 | 5 027                  | -                   | Censo boliviano de 1950 |
| 1976 | 14 354                 | 14 354              | Censo boliviano de 1976 |
| 1992 | 47 288                 | 34 505              | Censo boliviano de 1992 |
| 2001 | 83 518                 | 64 611              | Censo boliviano de 2001 |
| 2012 | 92 245                 | 61 844              | Censo boliviano de 2012 |
| 2024 | 97 577                 |                     | Censo boliviano de 2034 |

## Educación y cultura
Para el 30 de junio de 1894 el Dr. Eriberto Trigo en un Informe sobre la educación en el departamento de Tarija daba cuenta de la existencia en la provincia Gran Chaco de las siguientes escuelas: “San Pedro (Yacuiba), Paraguay (Caiza), San José (Caraparí), San Miguel (Itaú) todas ellas de instrucción Primaria, existiendo un total de 4 maestros y 80 alumnos hombres. El estado de estas escuelas es laudable considerando que no se pagaba las pensiones desde 1888.” Estas pensiones retrasadas durante seis años, a las que hace referencia Eriberto Trigo en su informe sobre la Educación en Tarija (1894) son los sueldos destinados a los maestros de aquellas escuelas que para entonces existían en la provincia Gran Chaco.

## Localidades
Aparte de la ciudad de Yacuiba, existen también otras pequeñas localidades que se encuentra ubicadas dentro del municipio de Yacuiba.
- Yaguacua
- San Isidro
- Campo Grande
- Lapachal Alto
- Campo Pajoso
- Crevaux
- Independencia La Grampa
- La Grampa
- Villa El Carmen
- El Brial
- Tierras Nuevas
- Sanandita
- Sachapera
- Caiza "J"
- Bagual
- Villa Ingavi
- Palmar Chico
- Bella Vista

## Clima
El clima es semi-tropical con veranos cálidos e inviernos tibios. En el verano las lluvias son muy comunes en cambio en invierno apenas llueve. la temperatura media es de 21 °C. El clima de Yacuiba es del tipo clima subtropical húmedo con invierno seco (Cwa) , de acuerdo con la clasificación climática de Köppen.
| Parámetros climáticos promedio de Yacuiba | Parámetros climáticos promedio de Yacuiba | Parámetros climáticos promedio de Yacuiba | Parámetros climáticos promedio de Yacuiba | Parámetros climáticos promedio de Yacuiba | Parámetros climáticos promedio de Yacuiba | Parámetros climáticos promedio de Yacuiba | Parámetros climáticos promedio de Yacuiba | Parámetros climáticos promedio de Yacuiba | Parámetros climáticos promedio de Yacuiba | Parámetros climáticos promedio de Yacuiba | Parámetros climáticos promedio de Yacuiba | Parámetros climáticos promedio de Yacuiba | Parámetros climáticos promedio de Yacuiba |
| Mes                                       | Ene.                                      | Feb.                                      | Mar.                                      | Abr.                                      | May.                                      | Jun.                                      | Jul.                                      | Ago.                                      | Sep.                                      | Oct.                                      | Nov.                                      | Dic.                                      | Anual                                     |
| ----------------------------------------- | ----------------------------------------- | ----------------------------------------- | ----------------------------------------- | ----------------------------------------- | ----------------------------------------- | ----------------------------------------- | ----------------------------------------- | ----------------------------------------- | ----------------------------------------- | ----------------------------------------- | ----------------------------------------- | ----------------------------------------- | ----------------------------------------- |
| Temp. máx. media (°C)                     | 32.0                                      | 30.6                                      | 28.7                                      | 26.3                                      | 24.1                                      | 21.2                                      | 23.4                                      | 26.6                                      | 29.0                                      | 30.2                                      | 31.0                                      | 32.1                                      | 27.9                                      |
| Temp. media (°C)                          | 25.6                                      | 25.0                                      | 23.2                                      | 20.8                                      | 18.6                                      | 15.6                                      | 15.8                                      | 18.1                                      | 21.1                                      | 23.6                                      | 24.5                                      | 25.6                                      | 21.5                                      |
| Temp. mín. media (°C)                     | 19.2                                      | 19.5                                      | 17.8                                      | 15.3                                      | 13.1                                      | 10.0                                      | 8.3                                       | 9.7                                       | 13.2                                      | 17.1                                      | 18.1                                      | 19.2                                      | 15.0                                      |
| Precipitación total (mm)                  | 171                                       | 150                                       | 136                                       | 75                                        | 33                                        | 16                                        | 20                                        | 9                                         | 24                                        | 69                                        | 116                                       | 136                                       | 955                                       |
| Días de lluvias (≥ 0.1 mm)                | 21                                        | 20                                        | 17                                        | 12                                        | 10                                        | 3                                         | 5                                         | 5                                         | 9                                         | 12                                        | 16                                        | 20                                        | 150                                       |
| Horas de sol                              | 270                                       | 269                                       | 239                                       | 216                                       | 189                                       | 159                                       | 166                                       | 175                                       | 200                                       | 218                                       | 236                                       | 256                                       | 2593                                      |
| Humedad relativa (%)                      | 82                                        | 79                                        | 79                                        | 76                                        | 75                                        | 66                                        | 66                                        | 67                                        | 72                                        | 75                                        | 80                                        | 83                                        | 75                                        |
| Fuente: Climate-Data Org                  |                                           |                                           |                                           |                                           |                                           |                                           |                                           |                                           |                                           |                                           |                                           |                                           |                                           |

## Transporte

### Transporte Aéreo
El Aeropuerto de Yacuiba es la terminal aérea de la ciudad, ubicada al norte de la ciudad sobre la carretera Ruta 9. Cuenta con vuelos a la capital departamental así como a las ciudades de Santa Cruz, Cochabamba y Sucre con las aerolíneas nacionales Amaszonas, Boliviana de Aviación y TAMep.

### Transporte Terrestre
Así mismo, la Ruta 9 hacia el norte es la única carretera que conecta Yacuiba con el resto del país, conectando también la ciudad con el Chaco boliviano. Hacia el sur, la ciudad se conecta con la localidad argentina de Salvador Mazza, mediante un puente internacional que cruza el río Caraparí.

### Transporte Urbano
El sistema de transporte público cuenta con el servicio de microbuses que recorren la ciudad a través de 2 líneas de ruta.

## Ciudades hermanas
- La Paz, Bolivia[12]
- Salvador Mazza, Argentina
- San Salvador de Jujuy, Argentina
- Salta, Argentina